# Vocal larga
Una vocal larga es aquella que tiene una pronunciación más duradera que una vocal común, si esta mayor duración es relevante fonológicamente. En el Alfabeto Fonético Internacional, las vocales largas se representan seguidas del símbolo [ː]. En la transcripción usual de muchas lenguas, las vocales largas se denotan con un macrón sobre la vocal: ā, ē, ī, ō, ū, (o en mayúscula Ā, Ē, Ī, Ō, Ū).
El sistema fonológico de muchas lenguas usa la distinción entre vocales largas y cortas para diferenciar algunas palabras, es decir, con contraste fonológico. En otras lenguas, como el italiano, existen vocales fonéticamente más largas, aunque su posición es predecible a partir de la posición del acento, por lo que la diferencia es fonética pero no fonológica.
El latín tenía cinco vocales largas que contrastaban con las cinco cortas, pero no fueron heredadas por la fonología del español, ni en general de ninguna lengua romance.

## Idiomas que incluyen vocales largas
El uso de la diferencia entre vocales largas y breves es muy común entre las lenguas del mundo, las distinciones de cantidad vocálica están testimoniadas ampliamente en todos los continentes. Algunos ejemplos de lenguas que tienen la distinción entre vocales largas y breves son:
- Inglés - en inglés existen vocales largas y tensas que están en oposición fonológica a las vocales breves y laxas, por ejemplo: sheep 'oveja' frente a ship 'barco', o fool 'loco' frente a full 'lleno'.
- Alemán, en alemán como en inglés hay vocales largas y tensas opuestas a breves y laxas: ihr stehlt 'robáis' frente a ihr stellt 'colocáis', Schlaf! 'Duerme' (imperativo) frente a schlaff 'débil, cansado'. Cuando una vocal larga aparece en sílaba trabada lleva a veces -h (stehlt), cuando una vocal breve aparece en sílaba no trabada a veces se dobla la siguiente consonante (Kamm), aunque existen otras maneras de marcar la diferencia, y no siempre la ortografía marca la diferencia larga/breve consistentemente.
- Latín, no marcada en la ortografía con las mayúsculas, aunque ocasionalmente se marcaron las vocales largas mediante tildes. Frecuentemente (igual que posteriormente harían el inglés y otras lenguas germánicas) la presencia de doble consonante indica que la anterior vocal es breve; así se tienen vīta 'vida' frente a vitta 'correa, veta, cinta'. La diferencia de contraste entre largas y breves en latín dio lugar en diversas lenguas románicas, por varios pasos intermedios, a la diferencia entre vocales medias abiertas y cerradas en algunos timbres vocálicos.
- Griego antiguo, el griego presenta un sistema vocálico como el del latín, pero su escritura posee además letras especiales para dos vocales largas; ω (ō megá) denota una /ō/ larga, mientras que ο (o micrón) denota una /o/. Similarmente sucede con ε (epsilon) y η (ēta).
- Húngaro - en esta lengua las vocales largas se marcan mediante acento (á, é, í, ó, ú) o doble acento (ő, ű)
- Mixteco - en esta lengua, las vocales largas se escriben duplicando la vocal (aa, ee, ii, ɨɨ, oo, öö, uu, üü).
- Náhuatl - en esta lengua, cada vocal larga se puede marcar opcionalmente con un macrón.
- Hopi - es algo inusual porque distingue tres grados de cantidad vocálica, clasificándose las vocales en breves (V), semilargas (Vˑ) y extralargas (Vː).

En las lenguas romances, por otra parte, no existen diferencias fonológicas entre vocales largas y breves, ya que dicha diferencia se perdió en favor de oposiciones de apertura. Sin embargo, en las lenguas románicas pueden ocurrir vocales largas como fenómenos de contacto, o por factores prosódicos (en italiano una vocal acentuada se alarga fonéticamente, aunque eso no conlleva que la distinción de cantidad sea fonológica en esa lengua). En español dialectalmente aparecen vocales largas como en dialecto andaluz y otros dialectos meridionales ibéricos: estoy cansada > [ɛʔˈtʰoi̯ kanˈsaː]. En catalán pueden aparecer también por contacto Tindrà aigua? > [tinˈdɾaːiɣ̞uə] '¿Tendrá agua?'.

## Detalles fonéticos
En muchas lenguas, la cantidad o longitud vocálica es fonológicamente distintiva. Eso significa que en esas lenguas hay una distinción entre vocales largas y breves. Así en latín son diferentes mālum 'manzana' y malum '(un) mal', en griego son diferentes λήγω lēgō y λέγω legō, y en sánscrito son diferentes pŭrāṇas 'antiguo' y pūrăṇas 'llenado'. 
La terminología de "longitud" vocálica sugiere que se trata simple y llanamente de un contraste de duración de la vocal. Sin embargo, estudios fonéticos sobre lenguas habladas con esta distinción muestra que, si bien las vocales "largas" tienden a durar algo más que las vocales "cortas" (al menos en contextos fonológicos similares), las duraciones reales muestran una gran variabilidad en duración entre personas y contextos diferentes, por lo que es dudoso que exista alguna lengua donde la duración sea el único rasgo fonético que permita distinguirlas. Así en inglés o alemán las vocales breves tienden frecuentemente a ser más laxas y abiertas que sus correspondientes largas (y lo mismo se deduciría para el latín a partir de las lenguas romances, o del indoario antiguo a partir de las lenguas indoarias modernas).